# Mathihalli, Belur
Mathihalli là một làng thuộc tehsil Belur, huyện Hassan, bang Karnataka, Ấn Độ.